# Ulrich Schulte-Wülwer
Ulrich Schulte-Wulwer (né le 15 décembre 1944 à Meppen) est un historien de l'art allemand. Son travail porte principalement sur l'art des XIXe et XXe siècles et sur la peinture dans le nord de l'Allemagne.

## Biographie
Schulte-Wülwer termine ses études d'histoire de l'art à Münster, Berlin et Kiel en 1974 avec un doctorat. Il se rend ensuite à Flensbourg en tant que conservateur de ce qui était alors le Musée municipal d'art et d'histoire culturelle du duché de Schleswig . En 1983, il en devient le directeur. La même année, il devient directeur général du Kunstverein Flensburg et son membre honoraire. En 2002, la ministre-président de l'époque, Heide Simonis, le nomme responsable du bâtiment, qui a entre-temps été agrandi pour devenir un musée de la montagne (de), en tant que professeur honoraire. Il est à la retraite depuis fin 2009. Il est président de la société Harro-Harring Society basée à Husum et président du conseil d'administration du Musée de l'art de la côte ouest (de) à Alkersum auf Föhr.
Schulte-Wülwer est récipiendaire de l'ordre du Mérite de l'État du Schleswig-Holstein (de), qui lui est décerné le 5 mai 2011.

## Travaux (sélection)
- Das Nibelungenlied in der deutschen Kunst und Kunstliteratur zwischen 1806 und 1871. Philosophische Fakultät der Universität Kiel, Dissertation, 1974.
- Das Nibelungenlied in der deutschen Kunst des 19. und 20. Jahrhunderts (= Kunstwissenschaftliche Untersuchungen des Ulmer Vereins, Verband für Kunst- und Kulturwissenschaften. Bd. 9). Anabas, Gießen 1980,  (ISBN 3-87038-069-1) (zugleich: Kiel, Universität, Dissertation, 1974).
- (Redaktion) Käte Lassen (1880–1956). Städtisches Museum Flensburg. Begleitheft anlässlich der Ausstellung im Städtischen Museum, 2.11.–7.12.1980. Städtisches Museum, Flensburg 1980.
- Schleswig-Holstein in der Malerei des 19. Jahrhunderts. Hrsg. von der Brandkasse-Provinzial-Versicherungsgruppe, Kiel. Boyens, Heide 1980,  (ISBN 3-8042-0247-0).
- Bildführer. Städtisches Museum Flensburg. Städtisches Museum, Flensburg 1981.
- Herbert Marxen (de) (1900–1954). Ein Flensburger Karikaturist in den letzten Jahren der Weimarer Republik. Ausstellung im Städtischen Museum Flensburg vom 17.10.–28.11.1982/im Kieler Stadt- und Schiffahrtsmuseum vom 30.1.–27.3.1983. [hrsg. vom Städt. Museum Flensburg], Städtisches Museum, Flensburg 1982.
- Künstlerkolonie Ekensund (de) am Nordufer der Flensburger Förde. Boyens, Heide 2000.  (ISBN 978-3-8042-0867-4).
- Künstlerinsel Sylt. Boyens, Heide 2005,  (ISBN 3-804-21171-2).
- Wächtersbacher Steingut (de) – Die Sammlung Angelika Jensen. Museumsberg, Flensburg 2006,  (ISBN 978-3-00-018533-5).
- Sehnsucht nach Arkadien – Schleswig-Holsteinische Künstler in Italien. Boyens, Heide 2009,  (ISBN 978-3-8042-1284-8).
- „Der Mann verdient Beachtung.“ Die Wiederentdeckung des Malers Sophus Hansen (de). Zur Ausstellung des Malers Sophus Hansen in Schloss Glücksburg vom 4. bis 29. Oktober 2009: Sophus Hansen – ein Malerleben zwischen Glücksburg, Hamburg und Weimar. Boyens, Heide 2009,  (ISBN 978-3-8042-1296-1).
- Föhr, Amrum und die Halligen in der Kunst. Boyens, Heide 2003; völlig überarbeitete Neuausgabe 2012,  (ISBN 978-3-8042-1346-3)
- Kieler Künstler – Band 1: Kunstleben und Künstlerreisen 1770–1870. Boyens, Heide 2014 (Sonderveröffentlichungen der Gesellschaft für Kieler Stadtgeschichte; 75),  (ISBN 978-3-8042-1406-4).
- Kieler Künstler – Band 2: Kunstleben in der Kaiserzeit 1871–1918. Boyens, Heide 2016 (Sonderveröffentlichungen der Gesellschaft für Kieler Stadtgeschichte; 81),  (ISBN 978-3-8042-1442-2).
- Ernst Eitner – Leben und Werk. Verlag Atelier im Bauernhaus, Fischerhude 2017,  (ISBN 978-3-96045-090-0).
- Sylt in der Kunst. Boyens, Heide 2018,  (ISBN 978-3-8042-1481-1).
- Kieler Künstler – Band 3: In der Weimarer Republik und im Nationalsozialismus 1918–1945. Boyens, Heide 2019 (Sonderveröffentlichungen der Gesellschaft für Kieler Stadtgeschichte; 88),  (ISBN 978-3-8042-1493-4).